# Funzione elementare
In matematica, una funzione è detta elementare se è una funzione algebrica, esponenziale, logaritmica o se si ottiene da queste classi di funzioni mediante un numero finito di applicazioni delle operazioni aritmetiche elementari e della composizione di funzioni. Sono incluse in questo elenco anche le funzioni trigonometriche (legate all'esponenziale complesso tramite la formula di Eulero) e la funzione valore assoluto (in quanto {\displaystyle |x|:={\sqrt {x^{2}}}}).
È una funzione elementare dunque qualsiasi combinazione, per quanto complicata, di questi operatori sopra menzionati, come ad esempio
{\displaystyle {\frac {\mathrm {e} ^{\tan(x)}}{1-x^{2}}}\sin \left({\sqrt {1+\ln ^{2}x}}\,\right)}.
Tra le funzioni non elementari troviamo, tra le altre, la funzione segno, la funzione degli errori e la funzione che enumera gli elementi della successione di Fibonacci.

## Algebra differenziale
In algebra differenziale si trova una definizione astratta di funzione elementare. Ricordiamo che un campo differenziale è un campo equipaggiato di un'operazione unaria di "derivazione", cioè una mappa {\displaystyle \partial :{\mathcal {K}}\rightarrow {\mathcal {K}}} tale che:
- {\displaystyle \partial (u+v)=\partial u+\partial v} (l'operazione è lineare)
- {\displaystyle \partial (u\cdot v)=u\cdot \partial v+\partial u\cdot v} (vale la regola di Leibniz)

Si definisce dunque come funzione elementare su {\displaystyle {\mathcal {K}}} un elemento u appartenente all'estensione algebrica {\displaystyle {\mathcal {K}}[u]} tale che
- u è algebrico su {\displaystyle {\mathcal {K}}}, o
- u è un esponenziale, cioè {\displaystyle \partial u=u\cdot \partial a}, per qualche a in {\displaystyle {\mathcal {K}}}, o
- u è un logaritmo, cioè {\displaystyle \partial u={\partial a \over a}}, per qualche a in {\displaystyle {\mathcal {K}}}.